# Droga wojewódzka nr 101

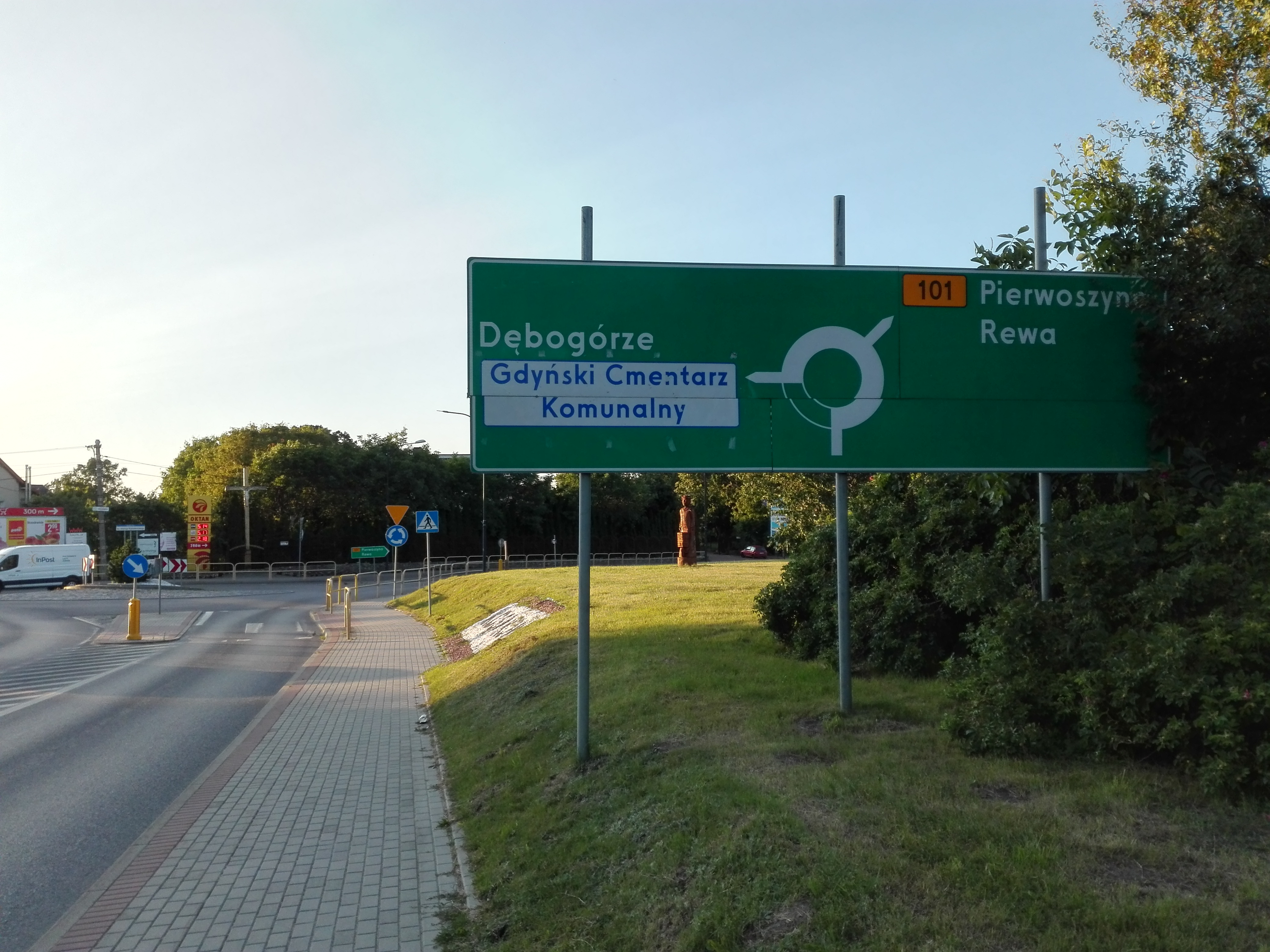
Koniec drogi DW101 w Kosakowie.

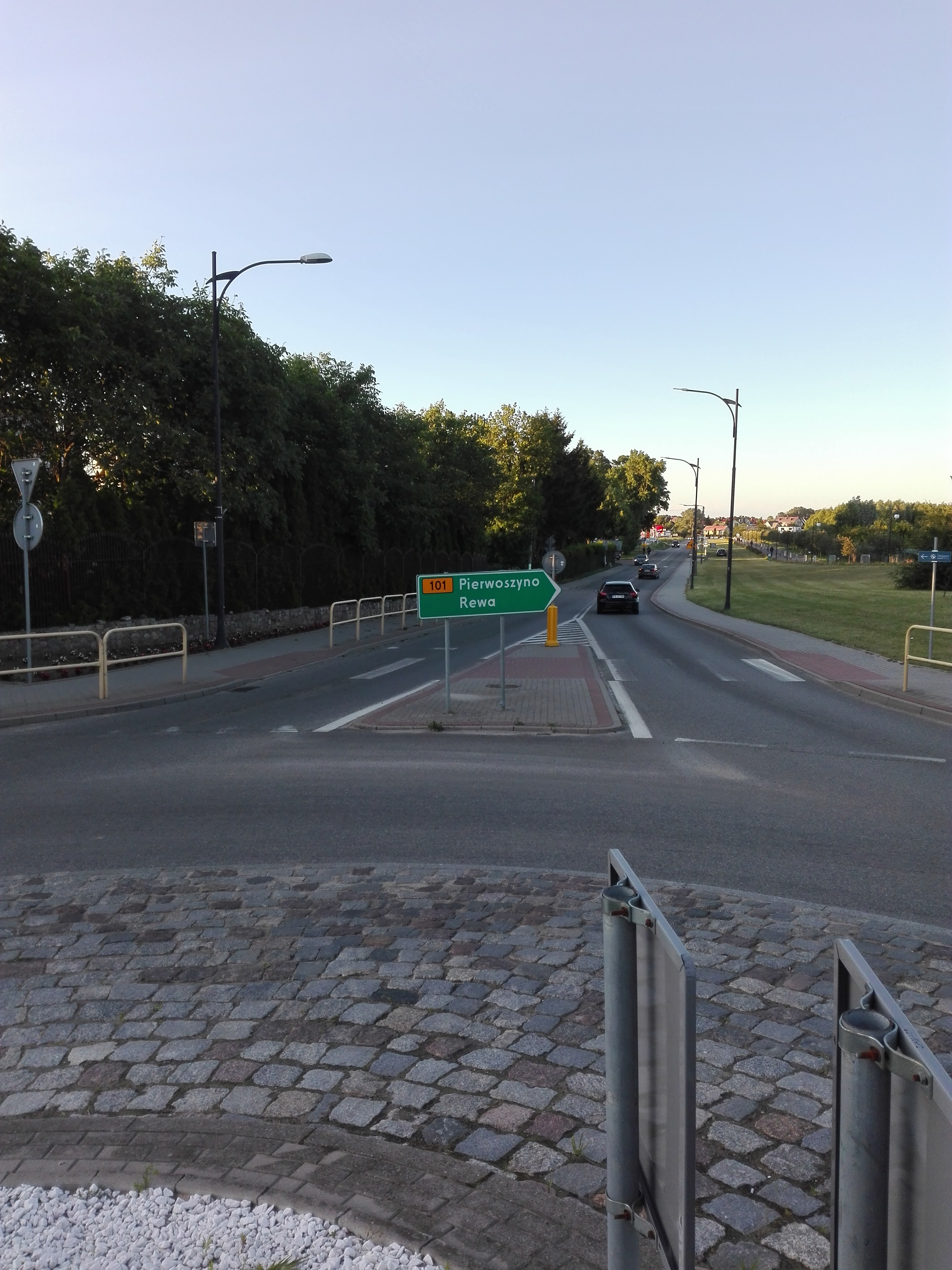
Koniec drogi DW101 na rondzie w Kosakowie.

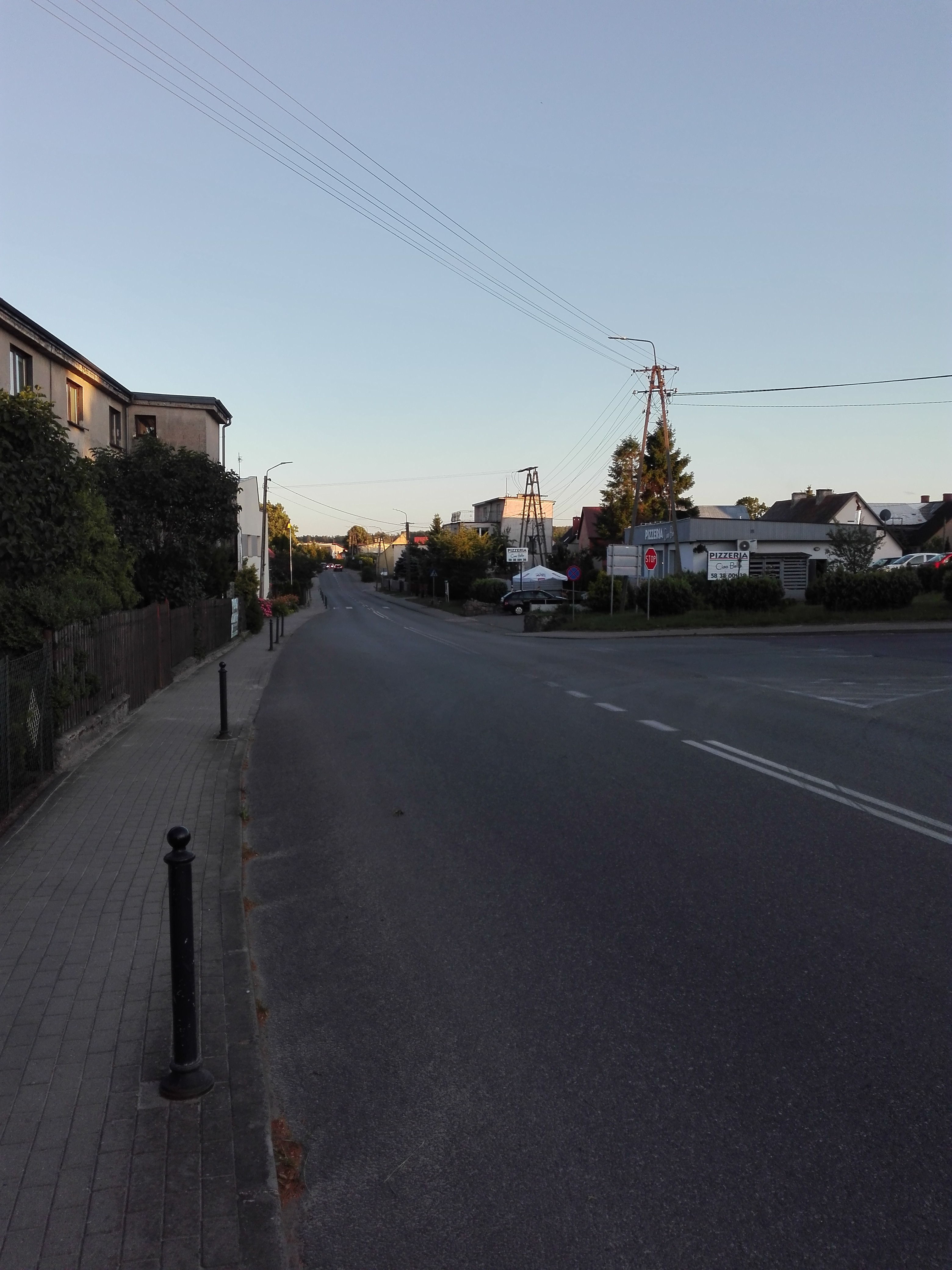
Początek drogi DW101 w Pierwoszynie.

Droga wojewódzka nr 101 (DW101) – była droga wojewódzka w województwie pomorskim o długości ok. 1,1 km, łącząca Pierwoszyno z Kosakowem. Droga w całości biegnie przez powiat pucki. Według Zarządzenia Nr 31 Generalnego Dyrektora Dróg Krajowych i Autostrad z dnia 15 grudnia 2021 r. droga DW100 poprowadzona jest aż do Kosakowa. Zatem droga DW101 na całej swej długości od Pierwoszyna do Kosakowa pokrywa się z drogą DW100. Dodatkowo droga DW101 na całej swej długości jest częścią drogi powiatowej DP1517G (Pogórze – Rewa), które także pokrywają się na wspólnym odcinku. Droga w terenie oznaczona jest tylko na rondzie w Kosakowie (patrz zdjęcia).

## Historia numeracji
Po raz pierwszy numer 101 naniesiono na mapy i atlasy samochodowe na przełomie lat 2002/2003. We wcześniej wydawanych opracowaniach drogę oznaczano jako lokalną.

## Dopuszczalny nacisk na oś
Od 13 marca 2021 roku na drodze dozwolony jest ruch pojazdów o nacisku pojedynczej osi napędowej do 11,5 tony, z wyjątkiem miejsc oznaczonych znakiem zakazu B-19.

### Do 13 marca 2021 r.
We wcześniejszych latach na całej długości drogi mogły poruszać się pojazdy o dopuszczalnym nacisku na oś nieprzekraczającym 8 ton.

## Pozbawienie kategorii
Droga na całej długości pozbawiona została kategorii drogi wojewódzkiej dnia 12 kwietnia 2023 na mocy uchwały nr 312/439/23 Zarządu Województwa Pomorskiego z dnia 23 marca 2023 w sprawie poinformowania o zamiarze podjęcia uchwały o pozbawieniu kategorii drogi wojewódzkiej, dróg wojewódzkich nr 100 i 101 położonych na terenie powiatu puckiego oraz odcinka drogi wojewódzkiej nr 218 położonej na terenie powiatu kartuskiego i powiatu wejherowskiego.